# Arthur Treadwell Walden
Arthur Treadwell Walden (Indianápolis, 10 de mayo de 1871-Wonalancet, 26 de marzo de 1947) fue un aventurero, escritor y conductor de perros estadounidense, que fue aventurero de la fiebre del oro de Klondike y participante de la primera Expedición Antártica Byrd. También es conocido como el creador de la raza de perro Chinook, que con el tiempo se convertiría en el perro oficial del estado de Nuevo Hampshire.

## Primeros años de vida

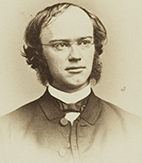
El padre de Arthur, el reverendo Treadwell Walden.

Arthur Treadwell Walden nació el 10 de mayo de 1871 en Indianápolis, Indiana, hijo del clérigo episcopal Reverendo Treadwell Walden y su esposa, Elizabeth Leighton. Walden pasó gran parte de su juventud en Minnesota y estudió en la Escuela Militar de Chattuck en Faribault. En 1890, su padre fue nombrado ministro de la Catedral de San Pablo en Boston. Como no le gustaba la vida urbana de Boston, Arthur se mudó a la casa de vacaciones de su padre en Tamworth (Nuevo Hampshire).

## En Alaska y el Yukón
Inquieto y con ganas de aventura, Walden viajó a Alaska en marzo de 1896. En agosto de 1896 se descubrió oro en el Klondike. Durante la fiebre del oro, Walden trabajó como carguero transportando suministros y correo por el río Yukón. Adquirió experiencia con perros de trineo, utilizados para tirar de mercancías a grandes distancias. El uso de perros de trineo dio lugar a que los cargueros fueran conocidos como «perros de trineo».
En 1928, Walden publicó unas memorias de este período, A Dog-Puncher on the Yukon.

## La cría del Chinook
Tras regresar a Nueva Inglaterra, Walden se casó con Katherine Sleeper el 9 de diciembre de 1902 en Tamworth, Nuevo Hampshire. Ella era pariente de su madrastra e hija de una adinerada familia de periodistas de Boston. La pareja operaba la granja y posada Wonalancet de 1300 acres. Walden comenzó a entrenar y criar perros de trineo en la granja. El 17 de enero de 1917, nació una camada de tres perros que Walden había criado de una hembra de perro de Groenlandia y un macho de perro de granja mezcla de mastín y san bernardo. Uno de esos perros, Chinook, fue el progenitor de la raza que lleva su nombre. Le puso al perro el nombre de un perro esquimal favorito con el que trabajó en el Yukón. La raza finalmente sería nombrada el perro del estado de Nuevo Hampshire. En 1922, convenció a un periódico local para que patrocinara el primer Derby Internacional de Perros del Este de 123 millas, promoviendo así el naciente deporte de las carreras de trineos tirados por perros en Nueva Inglaterra. Walden fundó el Club de Perros de Trineo de Nueva Inglaterra en 1924.

## Expedición Antártica
En 1927, Richard Byrd seleccionó a Walden para dirigir los equipos de perros durante su primera expedición antártica (1928-1930). Walden solo aceptó acompañar a Byrd si este garantizaba que no se dispararía a ningún perro para ahorrar provisiones, como se había hecho en expediciones anteriores al Ártico. Algunos miembros de la expedición pasaron el invierno de 1927-1928 en la granja Walden entrenando y probando el equipo para el sendero. Durante la expedición, Walden y sus 13 perros transportaron miles de kilos de provisiones desde el barco por el sendero de 25 km hasta el campamento base. Chinook, progenitor y homónimo de la raza, desapareció misteriosamente el 17 de enero de 1929 mientras transportaba provisiones al campamento base, y se presume que murió.
En 1930, Walden, junto con otras 80 personas, recibió una medalla del Congreso titulada Medalla de la Expedición Antártica Byrd, por su participación en la expedición.

## Muerte
Walden murió el 26 de marzo de 1947, mientras salvaba a su esposa de un incendio en la cocina de su granja.